# Jan Orkisz
Jan Orkisz (ur. 4 sierpnia 1954 w Zawadzie) – polski inżynier, polityk, samorządowiec, poseł na Sejm IV kadencji.

## Życiorys
Ukończył w 1980 studia na Wydziale Maszyn Górniczych Akademii Górniczo-Hutniczej w Krakowie. Ukończył również studia podyplomowe na tej uczelni w zakresie bezpieczeństwa i higieny pracy. W latach 1970–1983 należał do Związku Młodzieży Socjalistycznej. Od 1976 do rozwiązania działał w Polskiej Zjednoczonej Partii Robotniczej, był m.in. sekretarzem komitetu miejsko-gminnego w Olkuszu. Od 1972 do 1994 pracował w Olkuskiej Fabryce Naczyń Emaliowanych oraz jako kierownik w kilku przedsiębiorstwach. W latach 1994–1998 był radnym miejskim w Olkuszu, pełnił wówczas funkcję zastępcy burmistrza miasta i gminy Olkusz. W 1998 został radnym powiatu olkuskiego, do 2001 pełnił funkcję wicestarosty I kadencji.
W latach 1990–1998 należał do Socjaldemokracji Rzeczypospolitej Polskiej, był wśród założycieli tego ugrupowania. Następnie przeszedł do Unii Pracy (był wiceprzewodniczącym tej partii, później wiceprzewodniczącym jej rady krajowej, w 2016 ponownie objął funkcję wiceprzewodniczącego ugrupowania). Sprawował mandat posła na Sejm IV kadencji z ramienia koalicji SLD-UP, wybranego w okręgu krakowskim. W 2005, 2007 i 2011 bez powodzenia startował ponownie do Sejmu (jako członek UP odpowiednio z listy SDPL, LiD, SLD), a w 2014 z listy SLD-UP do Parlamentu Europejskiego. Zatrudniony jako specjalista w zakładzie opieki zdrowotnej w Olkuszu, w 2019 został kierownikiem zespołu ds. rehabilitacji osób niepełnosprawnych w PCPR w Olkuszu.
W 2006 ponownie zasiadł w radzie powiatu olkuskiego; utrzymywał mandat w 2010, 2014 (został wówczas wicestarostą olkuskim), 2018 (objął funkcję członka zarządu powiatu) oraz 2024. W 2010 mandat uzyskał z listy SLD, w pozostałych wyborach kandydował z ramienia lokalnych komitetów.
W wyborach do Parlamentu Europejskiego w 2019 bezskutecznie ubiegał się o mandat posła do PE z listy komitetu Lewica Razem w okręgu małopolsko-świętokrzyskim. W 2023 kolejny raz bez powodzenia kandydował do Sejmu (z ramienia Nowej Lewicy).

## Życie prywatne
Żonaty z Barbarą, ma trzech synów.

## Wyniki w wyborach ogólnopolskich
| Wybory | Komitet wyborczy | Komitet wyborczy                          | Organ                              | Okręg | Wynik        |
| ------ | ---------------- | ----------------------------------------- | ---------------------------------- | ----- | ------------ |
| 2001   |                  | Sojusz Lewicy Demokratycznej – Unia Pracy | Sejm IV kadencji                   | nr 13 | 7483 (1,73%) |
| 2005   |                  | Socjaldemokracja Polska                   | Sejm V kadencji                    | nr 13 | 3121 (0,74)  |
| 2007   |                  | Lewica i Demokraci                        | Sejm VI kadencji                   | nr 13 | 5613 (1,00%) |
| 2011   |                  | Sojusz Lewicy Demokratycznej              | Sejm VII kadencji                  | nr 13 | 5295 (1,05%) |
| 2014   |                  | Sojusz Lewicy Demokratycznej – Unia Pracy | Parlament Europejski VIII kadencji | nr 10 | 2470 (0,27%) |
| 2019   |                  | Lewica Razem                              | Parlament Europejski IX kadencji   | nr 10 | 7220 (0,41%) |
| 2023   |                  | Nowa Lewica                               | Sejm X kadencji                    | nr 13 | 3740 (0,49%) |